# Barbara Flemming
Barbara Henriette Flemming (* 28. Mai 1930 in Hamburg; † 22. März 2020) war eine deutsche Turkologin.

## Leben
Nach der Promotion an der University of California, Los Angeles 1961 und der Habilitation 1971 an der Universität Hamburg war sie von 1971 bis 1977 ebenda Privatdozentin für Islamkunde. 1977 wurde sie außerordentliche Professorin in Leiden. 1982 wurde sie dort ordentliche Professorin für türkische Sprache und Kultur.

## Schriften (Auswahl)
- Landschaftsgeschichte von Pamphylien, Pisidien und Lykien im Spätmittelalter. Wiesbaden 1964, OCLC 3253323.
- Faḫrīs Ḫusrev u Šīrīn. Eine türkische Dichtung von 1367. Stuttgart 1974, ISBN 3-515-01829-8.
- The diary of Karl Süssheim (1878–1947). Orientalist between Munich and Istanbul. Stuttgart 2002, ISBN 3-515-07573-9.
- Essays on Turkish literature and history. Leiden 2018, ISBN 978-90-04-29310-6.